# Девическая улица
Девическая улица — улица в исторической части города Владимир. Проходит от Большой Московской до Княгининской улицы.

## История

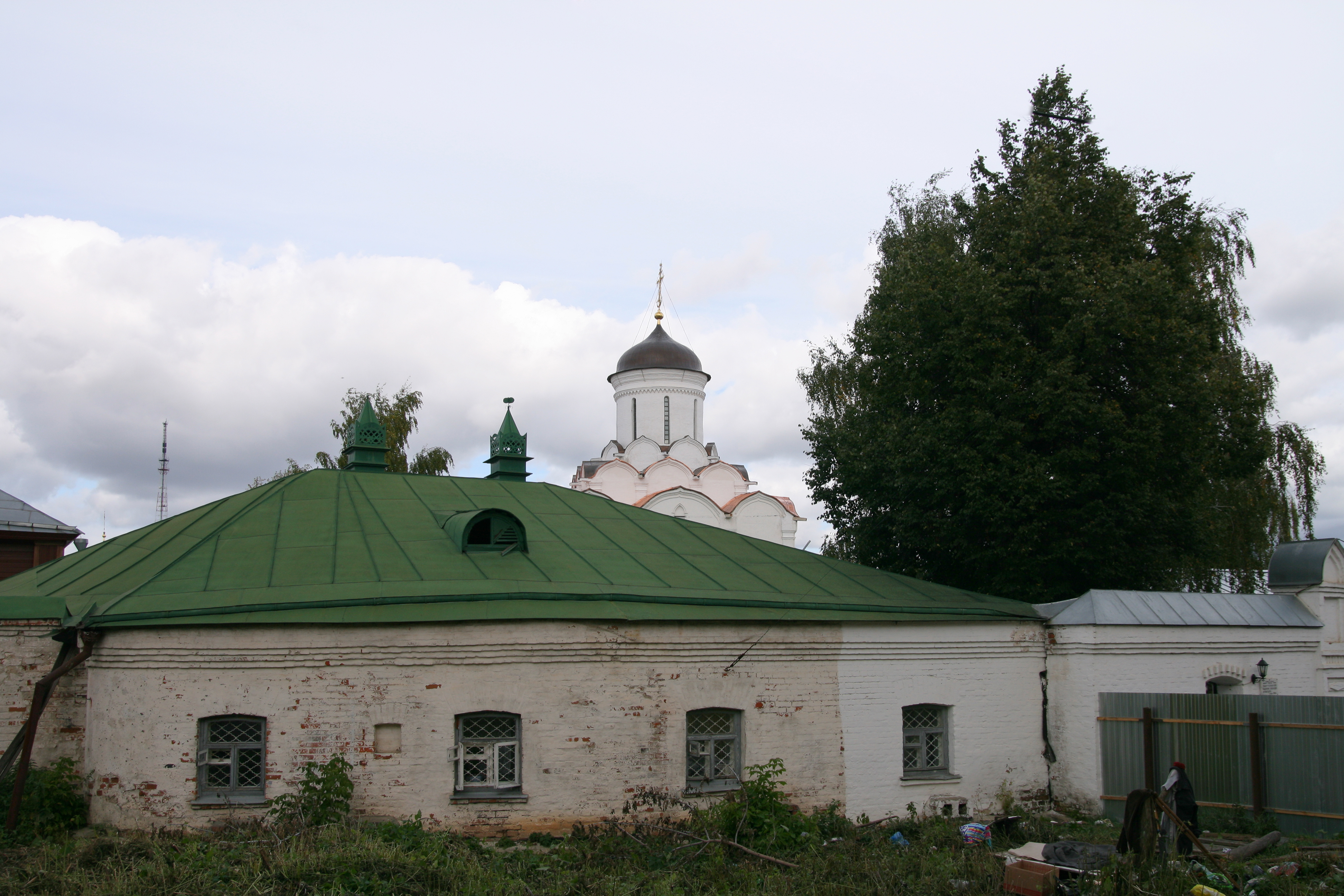
Княгинин монастырь

Историческое название по женскому (девичью) Княгининому монастырю, к которому вела из центра города.
Проложена согласно регулярному плану 1781 года. В первой половине XIX века употреблялось также дополнительное название улицы Мало-Никольская.
Ведшаяся от Большой Московской улицы застройка начиналась возведённым в 1787—1790 гг. боковым рядом Гостиного двора. Улица была одной из границ главной городской торговой площади. Это соседство определило застройку и использование домов на улице — каменные дома имели торговые помещения, сдавались также под постоялые дворы, трактиры, чайные и т. п. Базар существовал здесь до 1970-х годов, пока не был переведён на улицу Батурина. В 1865 году у пересечения со 2-й Никольской улицей был устроен фонтан системы городского водопровода, снабжавший горожан водой (ныне на этом месте сквер у Северных торговых рядов).
Застройка улицы пострадала в пожаре 1855 года, даже на церквях обгорели купола, а со сгоревших перекладов колоколен рухнули колокола.
В советское время, с 1927 по 1991 год носила название Красномилицейская улица.

## Достопримечательности

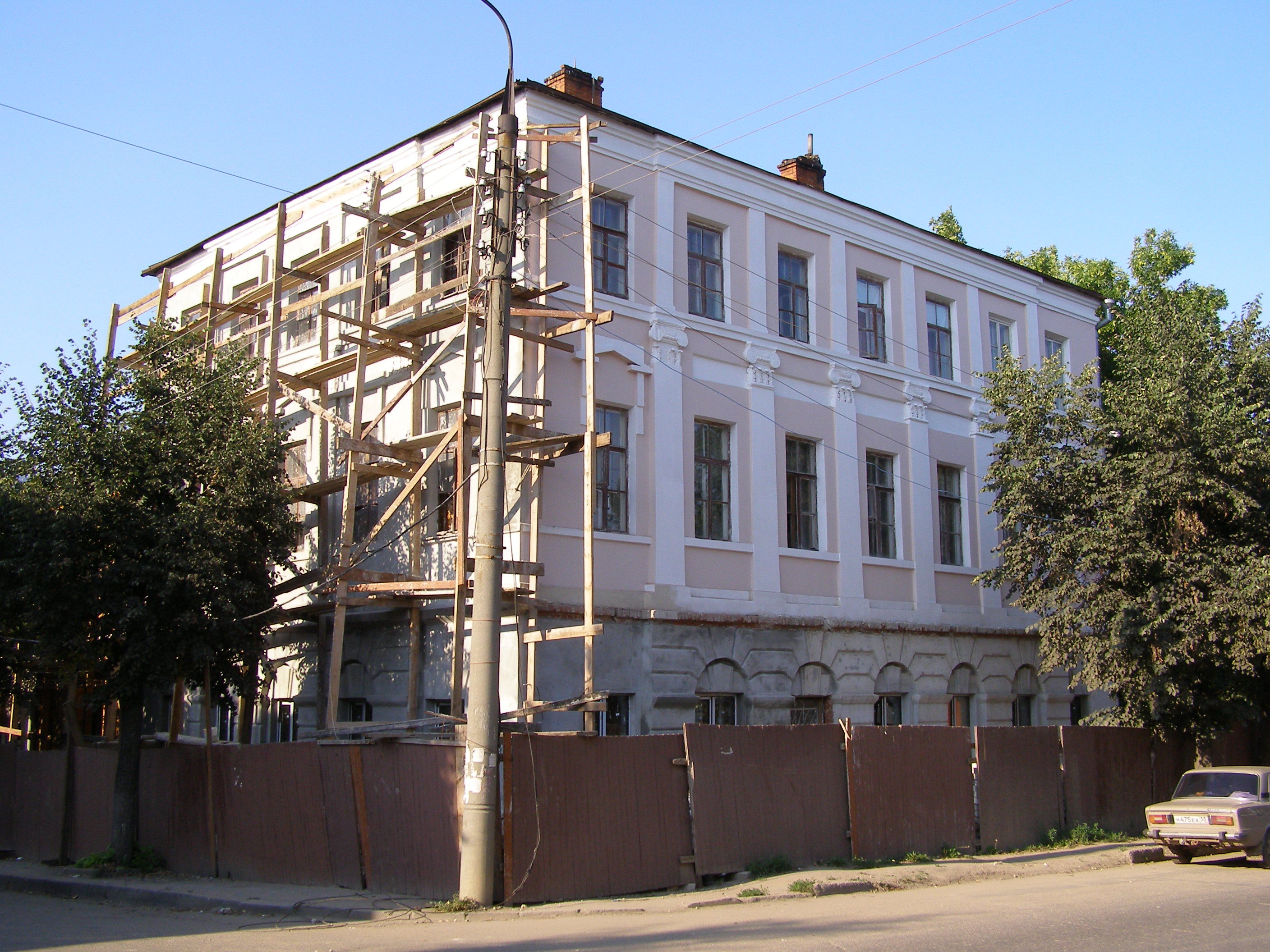
Бывший дом Белоглазова

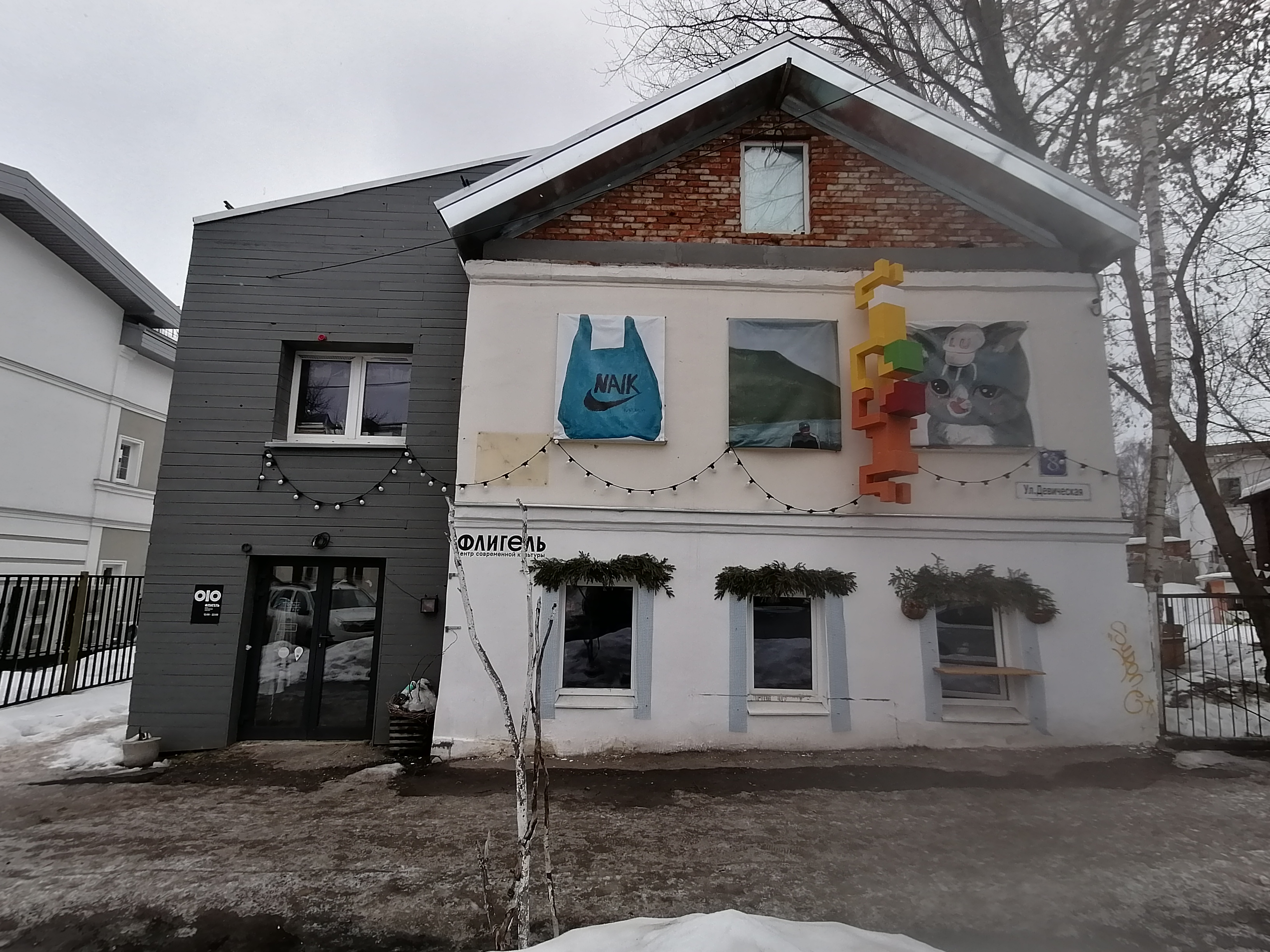
д. 8

д. 1 — памятник архитектуры начала XX века
д. 4 — Бывший дом Белоглазова 
д. 7 — Бывший Дом купца Никитина, ныне — Центр народного творчества